# Madeleine-Sophie Barat
Madeleine Sophie Barat, RSCJ, (Joigny, 12 de dezembro de 1779 – Paris, 25 de maio de 1865), foi uma santa francesa da Igreja Católica que fundou a Sociedade do Sagrado Coração, um instituto religioso mundial de educadores.

## Juventude e família
Barat nasceu na noite de 12 de dezembro de 1779, em Joigny, França, ao lado de um incêndio na casa de um vizinho. O estresse e o terror do incêndio fizeram com que a mãe de Sophie, Madeleine Fouffé Barat (1740–1822), então grávida do terceiro filho, entrasse em trabalho de parto. Nascida dois meses prematura, Madeleine Sophie foi considerada tão frágil que foi batizada na manhã seguinte na igreja Sainy Thibault, a poucos metros da casa da família Barat. Embora seus pais tivessem arranjado padrinhos com antecedência não houve tempo para chamá-los à igreja e então às cinco horas da madrugada de 13 de dezembro de 1779 Louise-Sophie Cédor uma mulher local a caminho da missa matinal e o irmão mais velho de Sophie, Louis, foi seu padrinho.
Barat nasceu em uma família financeiramente confortável, cujos ancestrais viviam em Joigny há gerações e se orgulhavam de suas raízes na região. Seu pai, Jacques Barat (1742–1809), era tanoeiro e viticultor. Ambas as profissões eram profissões respeitadas, com séculos de cultura francesa por trás delas. Os Barats eram católicos jansenistas, que dizem ter moldado profundamente a espiritualidade de Sofia. Ela estava sempre disposta a ajudar as pessoas necessitadas e a orar pelos outros.

## Educação
O irmão mais velho de Barat, Louis, era um menino sério e um aluno brilhante. Os pais incentivaram seu interesse pelos estudos e contrataram um tutor para ele em casa. Pouco depois de ingressar no Collège Saint-Jacques em Joigny, aos nove anos, Louis decidiu se tornar padre católico. Em 1784, aos 16 anos, Louis deixou Joigny para iniciar seus estudos para o sacerdócio no seminário de Sens. Luís foi ordenado diácono, mas por ser muito jovem para ser ordenado, foi obrigado a voltar para casa até os 21 anos. Louis tornou-se professor de matemática em sua antiga escola e decidiu seguir os estudos de Sophie. Ele lhe ensinou latim, grego, história, ciências naturais, espanhol e italiano, proporcionando a Sophie uma educação que raramente estava disponível para mulheres e meninas da época.

## Revolução Francesa
Em 1789, Louis Barat envolveu-se no debate em torno da pendente Constituição Civil do Clero, que exigia que todos os padres jurassem lealdade ao novo estado revolucionário. Luís fez o juramento de lealdade em janeiro de 1791, mas ao saber que o papa havia condenado a Constituição, renunciou ao juramento em maio de 1792. Essa renúncia teve consequências imediatas. Louis primeiro tentou se esconder no sótão de sua família, mas logo fugiu para Paris, pois o perigo havia se tornado grande demais para ele e sua família. Em Paris, foi detido em maio de 1793, onde ficou preso por dois anos e só escapou da guilhotina graças à corajosa intervenção de um amigo.
Depois que seu irmão foi libertado em 1795, ele voltou brevemente para casa em Joigny. Louis então voltou a Paris para buscar a ordenação e exercer seu ministério em segredo. Ele trouxe Sophie, de dezesseis anos, com ele para continuar seus estudos. Depois de chegar a Paris, Sophie e Louis viveram em uma casa segura pertencente a uma certa Madame Duval. Sophie trabalhou como costureira e tornou-se uma excelente bordadeira. Luís continuou a celebrar missa e a ensinar a Sofia, os Padres da Igreja, matemática, latim e as Escrituras. Enquanto vivia em Paris, por volta dos 18 anos, Sophie decidiu tornar-se freira carmelita. Contudo, isso seria impossível, pois os Carmelitas, juntamente com muitas outras comunidades religiosas, foram abolidos em 1790. Durante cinco anos viveu em Paris uma vida de oração e estudo e ensinou catecismo em segredo às crianças do bairro do Marais. Em 1800, Sophie voltou brevemente para casa para ajudar a família na colheita da vinha.

## Fundação da Sociedade do Sagrado Coração
Quando Barat retornou a Paris, ela foi apresentada a Joseph Varin. Queria fundar uma ordem religiosa de mulheres devotas ao Sagrado Coração de Jesus e envolvidas na educação de jovens que complementasse o trabalho dos Padres da Fé. Em 21 de novembro de 1800, aos 20 anos, abandonou o sonho de se tornar carmelita e, junto com outras três mulheres que viviam no esconderijo de Paris, fez os votos como um dos primeiros membros desta nova congregação religiosa, marcando a fundação da Sociedade do Sagrado Coração. No entanto, porque as autoridades francesas proibiram a devoção ao Sagrado Coração de Jesus, a sociedade foi inicialmente conhecida como Dames de la Foi ("Senhoras da Fé") ou de l'Instruction chrétienne ("...da instrução cristã") .
A primeira escola foi inaugurada em Amiens, no norte da França, em setembro de 1801 e Sophie viajou para a cidade provincial para lecionar. Ela fez seus votos em 7 de junho de 1802. A nova comunidade e escola cresceram rapidamente. Foi inaugurada uma escola que dá aulas aos pobres da cidade. Em dezembro de 1802, aos vinte e três anos, Sophie tornou-se Superiora da Sociedade do Sagrado Coração.

## Expansão
Em novembro de 1804, Barat viajou para Sainte-Marie-d'en-Haut, perto de Grenoble, no sudeste da França, para receber uma comunidade de freiras Visitadoras na Sociedade. Entre eles estava Filipa Duchesne, que mais tarde introduziria a Sociedade na América e foi canonizada santa em 1988. Uma segunda escola foi então estabelecida em Grenoble, seguida por uma terceira em Poitiers, no oeste da França. O Padre Varin imaginou toda uma rede dessas escolas e, após os primeiros estabelecimentos na França, foram estabelecidas fundações na América do Norte (1818), Itália (1828), Suíça (1830), Bélgica (1834), Argel (1841), Inglaterra ( 1842), Irlanda (1842), Espanha (1846), Holanda (1848), Alemanha (1851), América do Sul (1853), Áustria (1853) e Polónia (1857).
Barat é creditada com o duplo dom da intuição na escolha de pessoas adequadas para cargos e da confiança daqueles que ocupam cargos de responsabilidade. As novas fundações foram sempre confiadas a outras mãos.
Em janeiro de 1806, Barat foi eleito Superior Geral da Sociedade do Sagrado Coração. Em 1820, ela reuniu todos os superiores em um conselho em Paris para estabelecer um curso uniforme de estudos para a rede de escolas do Sagrado Coração, em rápida expansão. Os estudos deveriam ser sérios, cultivar a mente e criar jovens que se dedicassem ao Sagrado Coração de Jesus e realizassem boas ações em nome de Deus. À medida que as fundações continuavam a multiplicar-se, Sofia viu a necessidade de um maior grau de unidade e procurou a aprovação do Vaticano em Roma. Em 1826, a Sociedade do Sagrado Coração recebeu de Roma o decreto de aprovação.
Em 1818 ela fundou os Filhos de Maria do Sagrado Coração em Paris. Ela estabeleceu outro capítulo do mesmo grupo em 1832 em Lyon, com o nome alternativo de "Congregação dos Filhos de Maria".
Em 1840, Barat evitou um potencial cisma entre o Vaticano e o Arcebispo de Paris. Todas as suas irmãs a pressionaram para escolher um lado, Sophie recusou-se a fazê-lo e foi capaz de sanar a brecha. Ao longo dos seus 65 anos como superiora geral, Sofia e a sua Sociedade sobreviveram ao regime de Napoleão, viram a França sofrer mais duas revoluções e testemunharam a luta da Itália para se tornar uma nação de pleno direito.
As escolas do Sagrado Coração rapidamente conquistaram uma excelente reputação. ,Ela sonhava em educar todas as crianças, independentemente das condições financeiras dos pais. Para quase todas as novas escolas criadas, foi aberta uma escola “gratuita” correspondente para proporcionar às crianças mais pobres da região uma educação de alta qualidade, que de outra forma não teriam recebido.

## Morte

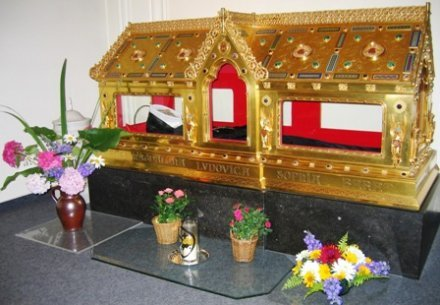

Durante os seus 65 anos de liderança, a Sociedade do Sagrado Coração cresceu para incluir mais de 3.500 membros que educam mulheres na Europa, Norte de África, América do Norte e do Sul. Barat morreu na casa-mãe geral em Paris no Dia da Ascensão, 25 de maio de 1865. Em 1879, foi declarada venerável e beatificada em 24 de maio de 1908. Em 24 de maio de 1925 foi canonizada pelo Papa Pio XI.
Os restos mortais de Barat estão localizados em um relicário ornamentado na Igreja de Saint-François-Xavier, em Paris.
Barat era conhecido por se recusar a tirar sua fotografia ou retrato, e acreditava-se que nenhum retrato dela existia desde sua vida, mas há uma fotografia dela em seu leito de morte. Em 1992, um retrato foi descoberto durante uma restauração no convento de Santa Rufina e Seconda, em Roma, pelas Irmãs da Imaculada Conceição de Ivrea. Acredita-se que tenha sido pintado antes de sua beatificação e enviado da Itália para a Casa Mãe de Paris em 1879. Atualmente encontra-se no Arquivo Geral da Sociedade do Sagrado Coração.
Um dos primeiros biógrafos de Barat foi Louis Baunard, que escreveu Histoire de la venérable Mère Madeleine-Sophie Barat, fondatrice de la Société du Sacré-Cœur de Jésus.

### Sobre ela
“Era sua maneira de pensar bem das pessoas até ser forçada a fazer o contrário.”
“Ela amava as pessoas através de seus defeitos, até o âmago do que elas tinham de melhor.”

## Legado

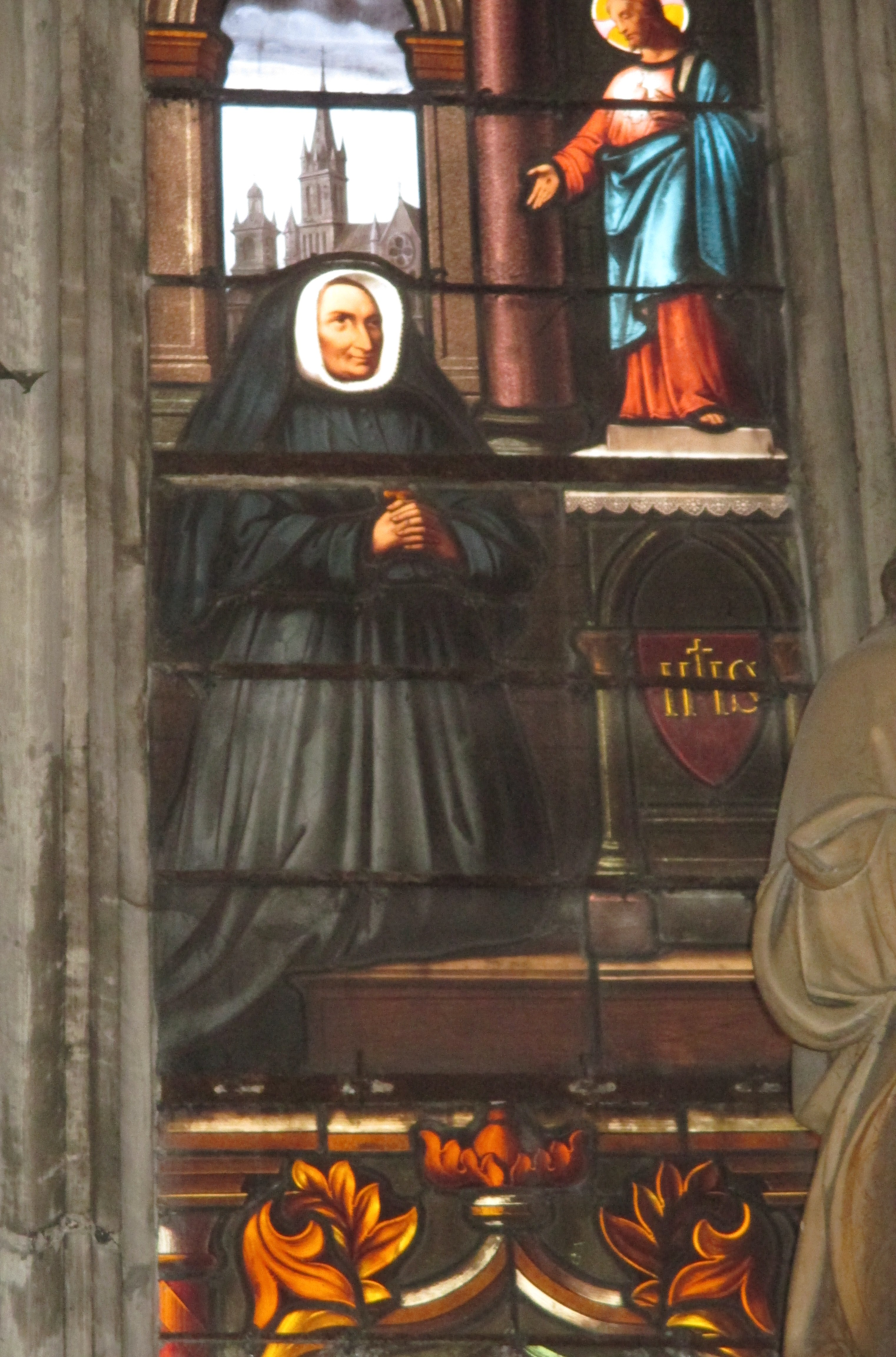
Vitral da Igreja de Saint Thibault, em Joigny, onde Barat foi batizada em 1779.

Vários estudantes de Barat fundaram suas próprias congregações religiosas. Eugénie Smet, aluna de Lille, fundou a Sociedade dos Ajudantes das Almas Sagradas. Anne de Meeûs, uma aluna em Paris, escreveu as constituições da sua congregação de Religiosas de Adoração Perpétua no pequeno Castelo de Jette. Henriette d'Osseville, aluna em Paris, fundou as Irmãs de Nossa Senhora da Fidelidade.
O legado de Barat pode ser encontrado nas mais de 100 escolas operadas pela sua Sociedade do Sagrado Coração, instituições conhecidas pela qualidade da educação disponibilizada aos jovens. Ela fundou a Sociedade do Sagrado Coração, que se concentraria em escolas para os pobres, bem como em internatos para jovens mulheres abastadas. Hoje, podem ser encontradas escolas mistas do Sagrado Coração, bem como escolas exclusivas para meninos.
A Escola Sophie Barat em Hamburgo, Alemanha, uma escola secundária coeducacional independente e gratuita, é administrada pela Sociedade do Sagrado Coração.
O Barat College, em Lake Forest, Illinois, descendente da Academia do Sagrado Coração, foi fundado na Avenida Wabash em 1858 e transferido para Lake Forest em 1904. Recebeu seu alvará do estado de Illinois em 1918. O Barat College se fundiu com a DePaul University em 2001 e foi fechado em 2005.
A Barat Education Foundation, uma organização independente sem fins lucrativos, foi criada em 2000, antes da venda do Barat College para a DePaul University. Na época, a fundação estava encarregada de desenvolver e apoiar programas e serviços educacionais inovadores que refletissem os valores e a tradição educacional do Barat College. Quando a Universidade DePaul fechou o Barat College em junho de 2005, o conselho de administração votou pela perpetuação e desenvolvimento do legado Barat de educação, liderança e defesa. Hoje, a Barat Education Foundation está empenhada em continuar e adaptar a herança e o legado do Barat College ao mundo do século XXI.
A "Bolsa de estudos em homenagem e memorial a Saint Madeleine Sophie Barat" está disponível anualmente para dois alunos novos ou que retornam da Oak Hill School em St Louis. A bolsa é financiada por contribuições de tributos e memoriais, e o valor da assistência varia a cada ano.

## Na cultura popular
Sophie the Giraffe, um brinquedo infantil francês, leva indiretamente o nome de Madeleine Sophie Barat, porque o primeiro brinquedo entrou em produção em 25 de maio de 1961, dia de Santa Sofia.